# Every Man for Himself
Every Man for Himself (titulado "Sálvese quien pueda" en España y "No te preocupes por los demás en Latinoamérica) es el cuarto episodio de la tercera temporada de la serie Lost. Sawyer descubre qué tan lejos pueden llegar sus captores en su cometido de frustrar sus planes de escape con Kate. Jack es sacado de su encierro con la tarea de salvarle la vida a uno de Los Otros. Mientras, el comportamiento de Desmond empieza a confundir a los demás supervivientes cuando empieza a construir un extraño aparato.
El título del episodio se deriva de una frase pronunciada por Jack durante otro episodio, "El conejo blanco": "Sálvese quien pueda no es la forma de actuar. Si no vivimos juntos, moriremos solos".

## Trama

### En la segunda isla
Jack (Matthew Fox) empieza el episodio enfrentando a Juliet (Elizabeth Mitchell) acerca de los conflictos de autoridad entre los Otros. Juliet insiste en que hay una autoridad común, y que Ben (Michael Emerson) no toma las decisiones solo. Sin embargo, queda en entredicho cuando Ben aparece y la urge a atender a Colleen (Paula Malcomson), quien llega gravemente herida después de haber sido baleada por Sun (Yunyin Kim) durante el episodio "La Bailarina de Cristal".
Sawyer (Josh Holloway) se da cuenta de lo que le ha sucedido a Colleen, y ve a Pickett (Michael Brown) preocupado por ella. Sawyer inventa un plan para abatir a sus captores y escapar, Su idea es mover la tubería del agua y conectar la electricidad del botón de su jaula al charco de agua que ha hecho en el suelo, y que llega al exterior de la jaula, para electrocutarse junto con el Otro que esté parado en el charco. Más tarde, cuando Ben se acerca, Sawyer evalúa sus posibilidades. Ben le pregunta su edad (Sawyer responde 32, pero después admite que tiene 35) y su peso (según Sawyer, 180 libras). Cuando Ben se para en el agua, Sawyer lo sujeta y pulsa el botón varias veces, pero no hay descarga. Ben le dice que lo desconectaron (Los Otros lo están observando por un circuito de vigilancia, como se estableció al final de La Bailarina de Cristal). Ben entra a la jaula con un bastón plegable y golpea a Sawyer hasta dejarlo inconsciente.
Sawyer despierta. Está amarrado a una mesa. Mientras se recupera oye a Tom (M.C. Gainey) hablando con Ben del hecho de que hace dos días están "ciegos" y sin comunicaciones. Jason y Matthew se acercan a Sawyer mientras Tom y Ben observan. Sawyer empieza a gritar, y uno de los hombres le coloca una barrita en la boca "para el dolor". Sawyer entra en pánico mientras el otro revisa el líquido de una jeringa con una enorme aguja. Los dos sujetan a Sawyer y, mientras este sigue gritando, Jason le dice a Matthew que lo haga "tal como en la película..." y que le entierre la aguja en el esternón. No se muestra qué hacen finalmente con Sawyer, pero Jack, desde su celda, puede oírlos a través del intercomunicador supuestamente defectuoso.
Sawyer despierta otra vez. Tom trae una jaula con un conejo blanco que tiene pintado un número 8 en el lomo y la coloca sobre el pecho de Sawyer. Cuando Sawyer pregunta qué van a hacer, Ben toma la jaula y, sacudiéndola fuertemente por un rato, hace que el conejo caiga, inmóvil. Ben le dice a Sawyer que el conejo tenía un marcapasos, y que le puso uno similar a Sawyer. Dice además que si su pulso llega a 140 su corazón estallará, y le coloca un reloj para medir sus latidos. El reloj empezará a emitir un pitido si el pulso de Sawyer llega a 125. Como advertencia, Ben asegura que lo mismo le hará a Kate si Sawyer no se porta bien o si le cuenta a ella lo sucedido.
Sawyer es llevado de vuelta a su jaula, y a Kate le dan ropa limpia. Cuando Kate empieza a cambiarse mostrando su espalda desnuda, Sawyer no puede evitar interesarse, y naturalmente su reloj empieza a sonar. Kate le pregunta por ese sonido, y Sawyer hace lo que puede por evitar responderle y le pide que se vista. Sawyer se vierte encima un balde de agua fría para conseguir reducirse el pulso y airadamente le dice a Kate que deje de hacerle preguntas. Ben lo ha estado observando todo a través de una cámara de TV.
Jack escucha la discusión de los Otros a través del intercomunicador cuando Juliet entra, con sus ropas manchadas con sangre, para pedirle ayuda para salvar a Colleen. Los Otros conducen a Jack hacia la clínica pasando entre las jaulas donde están encerrados Kate y Sawyer. Aunque Jack va encapuchado, gira su cabeza como si oyera los gritos de sus amigos.
Ben objeta que Jack haya sido llevado a la clínica. Cuando Juliet le explica que es doctor y que puede ayudarles, Ben dice "Esto no es lo que...", pero Juliet le interrumpe diciéndole "¿Quieres que ella muera?". Mientras se limpian para entrar en la sala de operaciones, Jack se interesa en unas radiografías colgadas en la pared. Ben, Tom y Pickett miran desde una sala de observación. Jack y Juliet intentan salvar a Colleen, pero ella sufre un paro cardíaco y Jack pide un desfibrilador. Juliet dice que nada como esto les había ocurrido antes, y que el desfibrilador está descompuesto. Jack trata otros medios para salvarla, pero finalmente Colleen fallece.
Furioso, Pickett sale a las jaulas y golpea a Sawyer, quien no se defiende. Mientras lo golpea empieza a preguntar repetidamente a Kate si ama a Sawyer. Y lo sigue golpeando hasta dejarle la cara llena de sangre, sin hacer caso de los gritos y súplicas de Kate, que encerrada en la otra jaula no puede hacer nada por ayudar a Sawyer. Kate, desesperada, termina por decir llorando que sí lo ama, con lo que Pickett deja de golpearlo y se retira.
Ben ha dejado a Jack esposado a la mesa donde está el cuerpo de Colleen. Juliet llega y le dice que ella es doctora especialista en fertilidad, y no tiene mucha experiencia con la muerte. Jack dice que de todas maneras no habrían podido hacer nada, y Juliet pregunta si le dice eso para hacerla sentir mejor. Él ríe y dice que eso no le importa. Cuando Juliet le quita las esposas Jack le menciona que las rediografías que vio afuera son de un hombre de unos 40 años con un gran tumor en su columna. Agrega que él es cirujano espinal, y sabe cómo eliminar ese tipo de tumores, y pregunta a quién realmente debe salvar.
Kate trata de escapar escabulléndose entre los barrotes del techo de su celda. Le inquieta que Sawyer no cuente nada sobre lo que le han hecho, y lo anima a que huyan juntos. Sawyer intenta disuadirla al principio, pero cuando la ve ya fuera de la jaula le dice que escape sola. Ella no le obedece y empieza a tratar de liberarlo intentando forzar la puerta de la jaula. Sawyer muy angustiado por ella le dice "si en verdad me amas, corre", Kate se queda mirándole y cambia su actitud de ansiosa por ayudarle a parecer casi enfadada por su actitud, y le dice que solo dijo que lo amaba para que dejaran de golpearlo. Y dando media vuelta se dirige a su jaula y empieza a trepar para volver a entrar. A Sawyer le cambia la expresión también, como si le doliera lo que ella ha dicho, y grita con rabia ¡Esto es cada hombre para sí mismo (o salvese quien pueda)!, a lo que Kate responde con despecho Vivir juntos o morir solos.
Más tarde, Ben despierta a Sawyer y lo lleva a dar una caminata. Sawyer hace una broma acerca de Ben matando al conejo, y se burla de que en el libro "De ratones y hombres" también matan animalitos. Ben lo lleva subiendo una colina, y el monitor de pulso de Sawyer empieza a sonar. Sawyer pregunta si lo lleva para hacerle estallar el corazón. Ben se detiene y le dice que no le han colocado ningún marcapasos. Saca de su bolso un conejo que tiene pintado un número 8 y le dice a Sawyer que sólo le habían dado un sedante al animal, y no lo mataron pues no son asesinos. Sawyer responde que podría tratarse de otro conejo igual, y Ben responde que tal vez es así, pero que el conejo no era el motivo de la excursión. 
Al llegar a lo alto de la colina, Sawyer queda pasmado al ver otra isla frente a la que están. Ben le dice que esa isla lejana es la isla de Sawyer y que no puede escapar de su celda pues no tiene adónde huir. Ben explica a Sawyer que el miedo al falso marcapasos no es lo que lo ha doblegado. Han visto que solo consiguieron hacerle obedecer por su temor a que le hicieran lo mismo a Kate, su temor a que ella sufriera daño. Y que, sin embargo, Sawyer se esfuerza mucho por mantenerla a distancia, pese a que la necesita. Ben ahora cita de "De ratones y hombres" diciendo que un hombre siempre necesita a alguien o termina volviéndose loco. Sawyer escucha todo esto pensativo. Ben le pide que vuelva a la jaula y Sawyer, resignado, lo sigue.

### En el campamento de los supervivientes
Desmond (Henry Ian Cusick) le dice a Claire (Emilie de Ravin) que se vaya a la playa para reparar el techo de su tienda. Ella asegura que está todo bien, y Charlie (Dominic Monaghan) dice que lo podría arreglar el mismo. Desmond se disculpa y luego se retira.
Desmond se acerca a Paulo (Rodrigo Santoro) y le pide un palo de golf. Construye una torre y coloca el palo de golf en la cúspide. Hurley pregunta si es arte, y Desmond responde que se trata de un experimento, y le pide que espere un momento. De pronto empieza a llover fuertemente. El techo de Claire se rompe, cayendo agua sobre Aaron. Claire y Charlie lo toman y protegen. Entonces un relámpago golpea la torre de Desmond, derribándola. Los cables que él había colocado arden. Charlie, asombrado, se queda mirando detenidamente a Desmond.

### Flashback
Sawyer está en prisión después de haber estafado a Cassidy (Kim Dickens). Aparece boxeando con otro reo y gana la pelea. Al volver a su celda ve cómo un nuevo recluso es golpeado por otros. Este nuevo recluso es Munson (Ian Gomez), y ha sido apresado por robar al gobierno 10 millones de dólares. Sawyer se gana la confianza de Munson después de predecir que el alcaide (Bill Duke) intentaría quedarse con el dinero y usaría a su esposa para lograrlo.
Cuando Munson recibe la visita de su esposa, Sawyer recibe a Cassidy y la trata duramente, incluso después que ella le muestra la foto de una bebé. Se trata de Clementine, hija de Sawyer y Cassidy. Sawyer se va de la sala de visitas. Más tarde Munson le confiesa dónde escondió el dinero robado, pero Sawyer le dice que no puede ayudarle, pues sería demasiado peligroso. Al final vemos que Sawyer confiesa ante un oficial del gobierno dónde está el dinero, por lo que los seis meses restantes de su condena le son indultados. También recibe una comisión por ayudar a hallar el dinero de Munson, y Sawyer le dice al Agente del Tesoro que lo deposite en cualquier banco de Alburquerque a nombre de Clementine Phillips.